# Rhinella lilyrodriguezae
El sapo picudo de Lily Rodríguez (Rhinella lilyrodriguezae) es una especie de anfibios de la familia Bufonidae, que se encuentra en el Parque Nacional Cordillera Azul en Perú. 

## Descripción
Algunas de las características llamativas de la especie son el hocico alargado y el cambio de color entre el día y la noche, volviéndose más claro a lo largo del día. Fue descrito el 12 de mayo de 2017 por cuatro investigadores en la revista ZooKeys. Su nombre es un homenaje a la investigadora Lily Rodríguez, responsable del descubrimiento de varias especies y la creación de varios parques nacionales en el Perú, como en el que se descubrió la especie.

## Taxonomía
La especie fue descrita el 12 de mayo de 2017 por los biólogos Juan C. Cusi, Jiří Moravec, Edgar Lehr y Václav Gvoždík, en la revista ZooKeys. Se describió como perteneciente al género Rhinella, pero específicamente al clado de Rhinella festae, cuyo resultado se descubrió mediante análisis genéticos y moleculares. Fue diagnosticada como una nueva especie por poseer una serie de características singulares, como tener un gran tamaño, tener ocho vértebras presacras, con el sacro fusionado con el coxis, hocico alargado y puntiagudo y por su coloración. También se realizaron pruebas genéticas sobre el gen del ARNr 16S mitocondrial, lo que da fe de su especialización.

## Distribución y conservación
En total, la investigación encontró seis individuos que fueron recolectados en el Parque Nacional Cordillera Azul en 2013, a una altitud con elevaciones promedio entre los 1245 y los 1280 m s. n. m. El holotipo fue encontrado en el mismo lugar, a 1260 m s. n. m., tratándose de una hembra embarazada. En este lugar hay contaminación acústica, tala de madera y suelo, que junto con los hábitos de la población local, como la caza de subsistencia y la pesca extensiva, amenazan la biodiversidad local. La especie aún no ha sido clasificada por la Unión Internacional para la Conservación de la Naturaleza (UICN), por ende no tiene un estado de conservación definido oficialmente, es por ello que los investigadores sugieren clasificarla como una especie con datos insuficientes. Con su hallazgo, el total de especies descubiertas del género Rhinella asciende a 94.

## Descripción

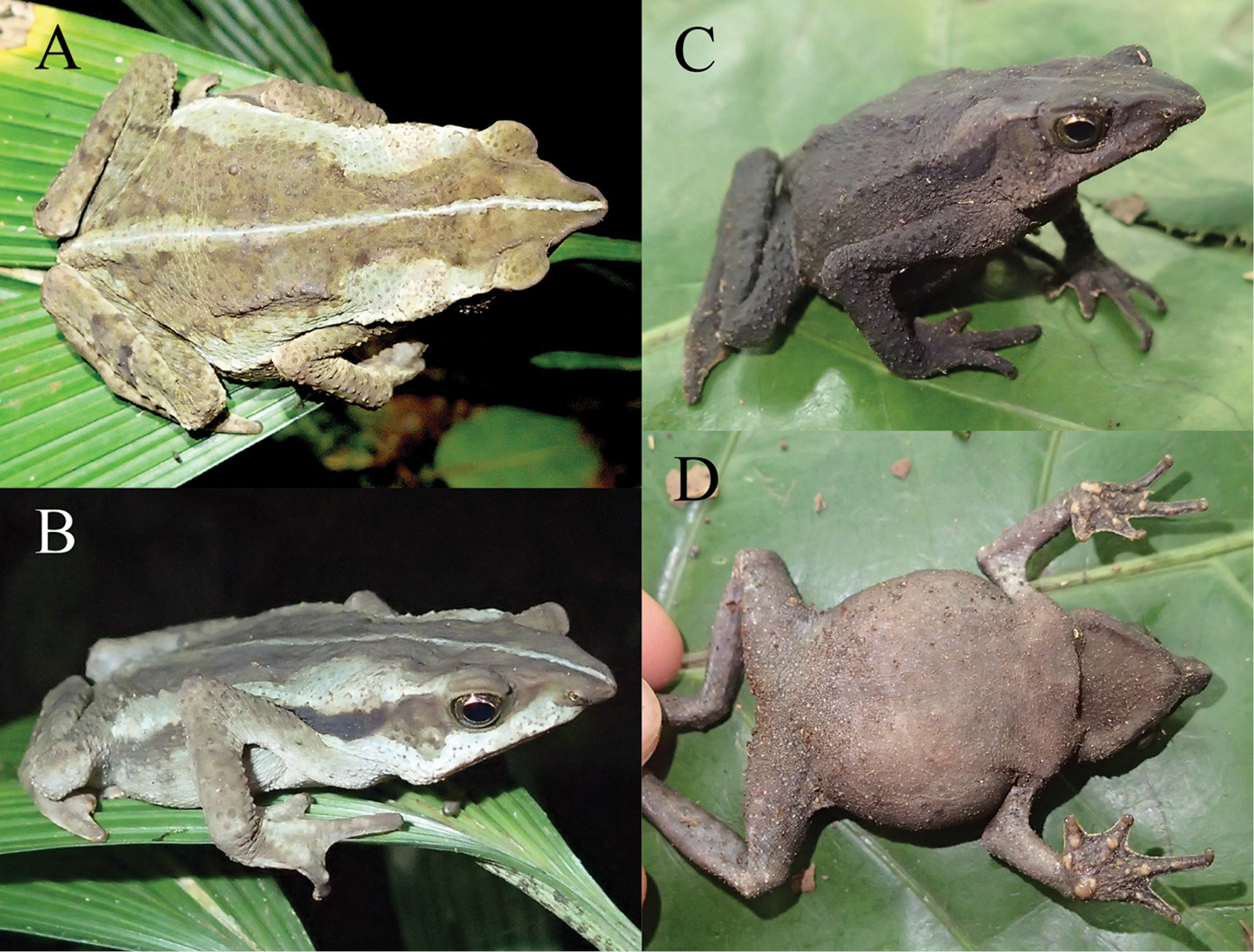
A la izquierda, un individuo durante la noche, y a la derecha, un individuo durante el día.

Las hembras miden entre 47,1 y 58,3 milímetros y se desconoce el tamaño de los machos, correspondiendo un 30% de su longitud a su cabeza, que es triangular vista desde arriba y más estrecha que el cuerpo. Su hocico es alargado, con punta redondeada, largo, protuberante y dirigido hacia la región anteroventral (similar al de un tiburón). Su canthus rostralis es redondeado, con la región loreal cóncava y las fosas nasales son pequeñas, redondas, dirigidas hacia los lados y no sobresalientes. El anillo timpánico está mal definido, con la membrana timpánica superficial presente y no hay contacto con las glándulas parotoideas, que son relativamente grandes. Su dorso está cubierto de tubérculos pequeños, redondeados y elevados, con punta queratinizada. Su lengua es delgada, 2,5 veces su cuerpo, y su coana es pequeña y ovalada.

## Ecología
Es una especie nocturna y semi-arbórea, encontrándose todos los individuos en la noche entre las 20:33 y las 22:49 p. m. (UTC−5, hora local del Perú), en hojas de arbustos de entre diez y cien centímetros de altura. El 27 de septiembre de 2013, cuando se hallaron a las seis especies, se pudo determinar que una de las hembras estaba embarazada y contenía 185 óvulos en los ovarios. La presencia de un gran número de huevos pigmentados y la asociación de individuos con cuerpos de agua permiten imaginar que los renacuajos son endotróficos y pueden tener un desarrollo directo o el desarrollo de renacuajos que no se alimentan en el agua o en el suelo húmedo. No hay registros sobre su vocalización.